# Obanos
Obanos é um município da Espanha na província e comunidade foral (autónoma) de Navarra. Tem 19,85 km² de área e em 2021 tinha 928 habitantes (densidade: 46,8 hab./km²).

## Demografia
| Variação demográfica do município entre 1991 e 2004 | Variação demográfica do município entre 1991 e 2004 | Variação demográfica do município entre 1991 e 2004 | Variação demográfica do município entre 1991 e 2004 |
| --------------------------------------------------- | --------------------------------------------------- | --------------------------------------------------- | --------------------------------------------------- |
| 1991                                                | 1996                                                | 2001                                                | 2004                                                |
| 704                                                 | 750                                                 | 785                                                 | 875                                                 |